# Revolución liejense
La Revolución de Lieja (en francés: Révolution liégeoise; en valón Revolución lidjwesse o Binamêye revolution, es decir, Revolución bienaventurada) es el período de la historia liejense que va de 1789 a 1795, y que supuso la desaparición del principado episcopal de Lieja después de ocho siglos de existencia.

## Introducción

### Interpretaciones
Según algunos historiadores, la Revolución liejense fue un reflejo de la Revolución francesa o incluso parte de la misma. La Revolución en Francia y en Lieja comenzó simultáneamente en 1789, y, de acuerdo con esta interpretación, la Revolución liejense continuó después del retorno temporal del príncipe; tuvo una segunda fase con la entrada de las tropas revolucionarias francesas en 1792 y una tercera en 1794, con el segundo retorno de los franceses. La revolución acaba con 1795 por la desaparición del principado y su incorporación a la Primera República francesa. Durante esta fase de la revolución se cometieron excesos, por ejemplo la demolición de la catedral Saint-Lambert por los revolucionarios liejenses, pero también hubo episodios prometedores: los liejenses pudieron, por primera vez, expresar su voluntad a través de unas elecciones, con sufragio universal masculino, y de un referéndum sobre la unión del Principado a Francia.
Otros autores, en cambio, consideran que la revolución sólo abarca el período en el que el príncipe-obispo estuvo ausente, desde su salida durante la noche del 26 al 27 de agosto de 1789 hasta su vuelta el 12 de febrero de 1791. De acuerdo con esta interpretación, la Revolución liejense sería la contrapartida de la Revolución brabanzona en los Países Bajos Austríacos, que fracasó. Sin embargo, se constata una contradicción en esta interpretación: la Revolución liejense, a ejemplo de la Revolución francesa, tiene por objeto un cuestionamiento profundamente progresista del orden político y social, al contrario de la Revolución brabanzona, que se inscribe en la contestación y el rechazo de las reformas progresistas de José II de Austria. Se observa igualmente que la Revolución liejense acabará en la unión del Principado a Francia, así como que los liejenses no participaron en la Revolución brabanzona ni en los Estados Unidos de Bélgica.

### Cronología

El principado de Lieja en 1350.

La Revolución liejense fue, como se puede esperar, un período agitado: en 6 años, los liejenses pasaron del régimen episcopal del Príncipe-obispo a Francia, pasando por una República liejense independiente y por varias restauraciones del poder eclesiástico. 
Es necesario pues trazar la cronología de los acontecimientos importantes de esta revolución para comprender bien los azares del destino del Principado durante este período.
- 1772: Velbrück es designado Príncipe-obispo de Lieja por el imperio germánico, apoyando las artes y las ideas nuevas hasta su muerte en 1784.

- 1784:  Hoensbroeck reemplaza a Velbrück en el trono episcopal, siendo mucho más autoritario y reaccionario que su predecesor.

- 1789: Estalla la revolución simultáneamente en París y Lieja. Hoensbroeck huye a Alemania y la República liejense es proclamada.

- 1791: Primera restauración: el ejército austríaco repone a Hoensbroeck sobre el trono episcopal. La inmensa mayoría de los patriotas liejenses se exilian en París.

- 1792: Hoensbroeck muere y es reemplazado por François-Antoine-Marie de Méan, que debe huir rápidamente tras la Batalla de Jemappes, en la que las tropas francesas del General Dumouriez se hacen con el control del Principado y de los Países Bajos Austríacos.

- 1793: Los ciudadanos liejenses votan a favor de la unión del Principado a Francia. En la Batalla de Neerwinden los austríacos derrotan a las tropas francesas y restauran, por segunda vez, al Príncipe-obispo en Lieja.

- 1794: batalla de Fleurus; los franceses ocupan de nuevo el Principado.

- 1795: La incorporación del Principado a Francia es ratificada por la Convención Nacional francesa.

## Orígenes de los descontentos (1684-1789)

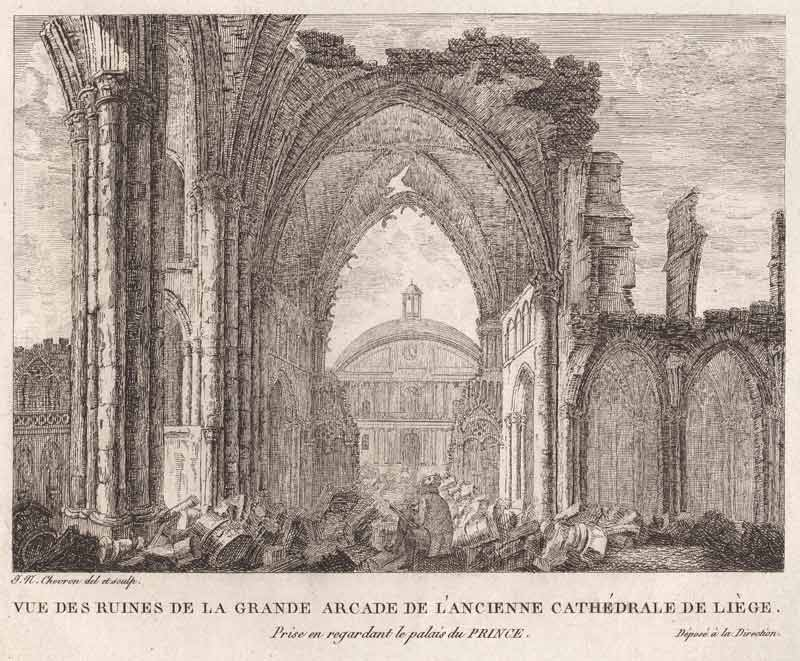
Imagen de la Catedral de Notre-Dame-et-Saint-Lambert (Lieja), Revolución de Lieja

El príncipe-obispo Francisco-Carlos de Velbrück (1772-1784), espíritu emancipado, se mostró favorable a los filósofos y dejó difundirse las ideas nuevas. Tanto es así que, de la sociedad Emulación que fundó en 1779 para animar el gusto por las artes, las letras y las ciencias, surgieron algunos cabecillas de la rebelión. Porque la rebelión ya se mascaba en el ambiente. El poder lo ostentaban el príncipe-obispo, los canónigos de la catedral de San Lamberto y la aristocracia desde el Reglamento de 1684. El clero bajo, la pequeña nobleza, la burguesía industrial, los obreros y los campesinos estaban excluidos de la gestión de los asuntos públicos. Además, la situación del pueblo llano era poco envidiable: el paro y la mendicidad hacían estragos; esta penuria hizo que se elevasen voces que reclamaban cambios políticos y más justicia social.
En 1784, César-Constantino-Francisco de Hoensbroeck ocupó el cargo de príncipe-obispo. El advenimiento al trono episcopal de este soberano autoritario hostil a cualquier reforma atizó la rebelión que se incubaba. En junio de 1787, Hoensbroeck envió a la ciudad de Spa a doscientos hombres con dos cañones para cerrar una casa de juegos. El acontecimiento y el largo proceso resultante fueron los pretextos de un brote de contestación, y la revolución que estalló en París en julio de 1789 terminó de caldear los ánimos.

## La Revolución propiamente dicha (1789-1791)

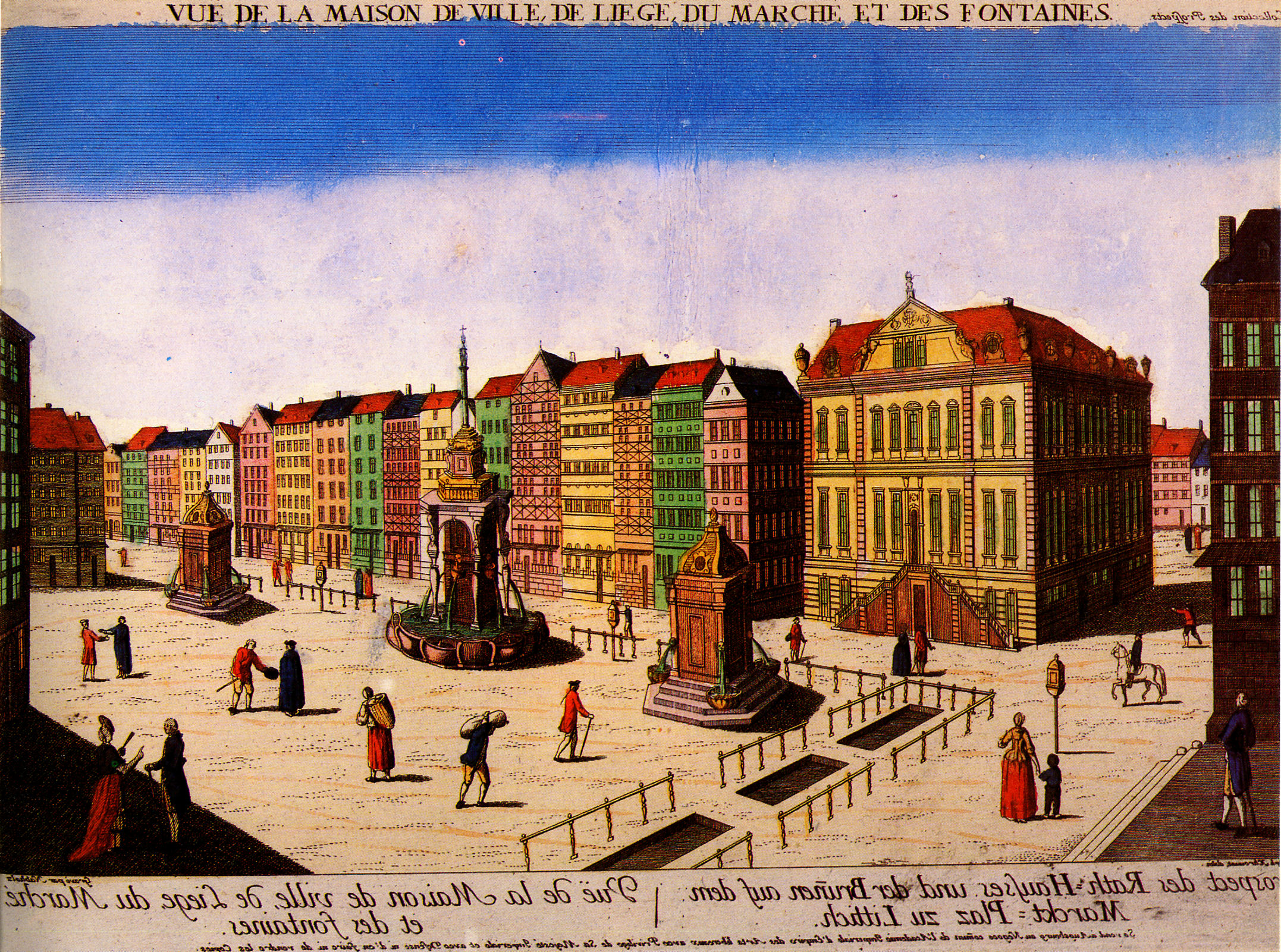
El centro de Lieja en el siglo.

El 18 de agosto de 1789, Jean-Nicolas Bassenge y otros demócratas se dirigieron al ayuntamiento de Lieja, reclamaron la dimisión de los magistrados y hicieron nombrar a burgomaestres populares: Jacques-Joseph Fabry y Jean-Remy de Chestret. La ciudadela de Sainte-Walburge cayó en manos de los insurrectos. Hoensbroeck volvió de su castillo de Seraing para ratificar el nombramiento de los nuevos ediles y abolir el impopular Reglamento de 1684.
Pero no fue más que una treta. Algunos días más tarde, el príncipe huyó a Tréveris, en Alemania. El tribunal del Imperio condenó la insurrección liejense y ordenó el restablecimiento del Antiguo Régimen en el principado de Lieja. Mientras tanto, el carácter contestatario de la Revolución liejense fue tal que acabó en la instauración de una república, dos años antes que en Francia. Los Estados del país de Lieja prepararon una Constitución de la cual destacan particularmente la igualdad de todos en materia fiscal, la elección de los diputados por el pueblo y la libertad de trabajo.
Los prusianos ocuparon Lieja y otras grandes ciudades del principado entre noviembre de 1789 y abril de 1790, con la misión de mediar entre los revolucionarios y el Círculo de Baja Renania-Westfalia imperial. Resultó imposible conciliar las aspiraciones liberales del pueblo liejense y la obstinación autoritaria del exiliado Hoensbroeck. El emperador de Austria Leopoldo II, después de haber ocupado de nuevo los Países Bajos, intervino para restablecer el poder episcopal en su integridad.

## Primera restauración (1791-1792)

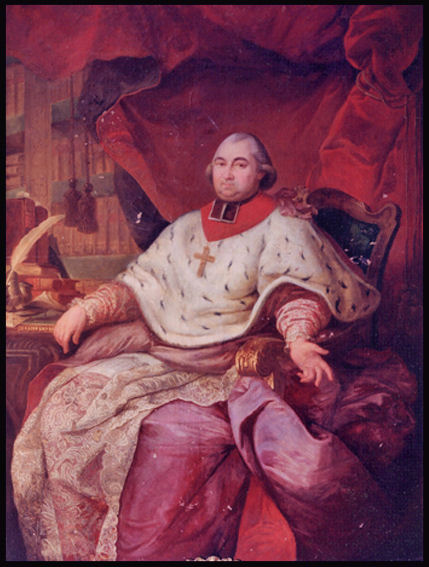
François-Antoine-Marie de Méan, el último príncipe-obispo de Lieja.

Los voluntarios liejenses evidentemente no pudieron contener al ejército austríaco, que entró en Lieja el 12 de enero de 1791. El príncipe-obispo Hoensbroeck recuperó el trono y tomó numerosas represalias. Gran parte de los patriotas liejenses tuvieron que refugiarse en Francia y sus propiedades fueron confiscadas por el príncipe-obispo.
La Francia revolucionaria y libertadora tuvo sus partidarios más convencidos entre estos exiliados liejenses. Los rigores y las torpezas de la restauración episcopal (1791-1792) crearon condiciones propicias para el establecimiento del régimen francés en un país tradicionalmente inclinado hacia Francia desde el siglo XV y donde la Ilustración había sido difundida por personajes como Pierre Rousseau. El príncipe-obispo Hoensbroeck, al que el pueblo llamaba el «tirano de Seraing», murió el 3 de junio de 1792 y le sucedió Francisco Antonio María de Méan.
El 22 de septiembre de 1792 se proclamó la república en Francia, que estaba en guerra con otras potencias europeas que querían restablecer la monarquía. Este conflicto se disputó en parte en territorio de la moderna Bélgica.

## Primer período francés

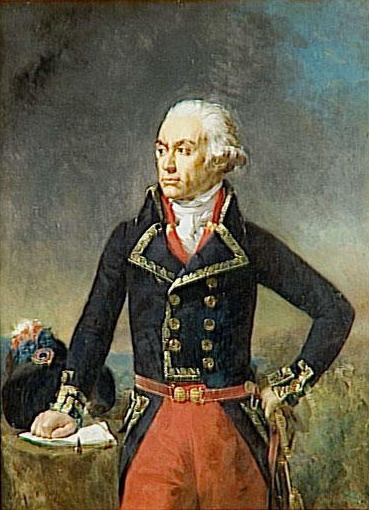
El general francés Dumouriez, vencedor en Jemappes.

El general francés Dumouriez derrotó con contundencia a los austríacos el 6 de noviembre de 1792 en Jemappes; entró en Lieja el 28, en medio del entusiasmo popular. Los patriotas exiliados en el momento de la vuelta de Hoensbroeck regresaron con ejército francés, mientras huía François-Antoine-Marie de Méan. El entusiasmo de las ciudades flamencas fue mucho más mitigado.

Los Países Bajos Austriacos (en amarillo pálido) y el principado de Lieja (gris).

Mucho más importante que estas manifestaciones momentáneas de alegría, fue la colaboración efectiva que los franceses encontraron desde los primeros tiempos entre la población y sus dirigentes, por ejemplo la instauración de una asamblea elegida por sufragio universal.
La presencia de los franceses permitió resurgir a las sociedades políticas, como la Sociedad de los Amigos de la Libertad. No obstante, si las sociedades desempeñaron un gran papel en el voto de la atadura a Francia, la iniciativa correspondió al país de Franchimont.Jean-Nicolas Bassenge fue encargado de presentar un informe que, después de discusión, fue aprobado y distribuido, y que constituyó la base sobre la cual la municipalidad de Lieja iba a apelar al voto. Según él, el País de Lieja había decidido separarse del Sacro Imperio Romano Germánico y no había más alternativa que unirse a Francia. En efecto, era impensable en 1792 que el principado de Lieja permaneciese independiente. Los revolucionarios rehusaban el antiguo Régimen, las negociaciones con principado de Brabante no habían fructificado y si Lieja no quería ser aplastada por los austríacos, podía sólo unirse a Francia. El documento incluía las condiciones que la municipalidad deseaba imponer en la votación sobre la unión.
Todos los hombres que habían alcanzado la edad de dieciocho años pudieron participar en los comicios, que parecen haber sido mucho más libres y más importantes, por el número de votantes, en el principado de Lieja que en los Países Bajos Austríacos. En la ciudad de Lieja se registraron nueve mil setecientos votantes, lo que representaba el 50 % del censo electoral previsible. Hubo 40 votos negativos, 7548 para la unión con cinco condiciones y 1548 para la reunión incondicional, los demás para la unión con ciertas reservas. La mayoría favorable a la unión fue notable, así como la participación electoral considerable. Numerosos opositores optaron por abstenerse. El voto en favor de la unión destaca cuando se compara con las cifras de la participación conocidas en los antiguos Países Bajos meridionales: tres mil votantes a Mons y dos mil en Gante. Si bien las elecciones de 1793 fueron representativas de la francofilia del Principado de Lieja, pero no hay que olvidar que la disyuntiva del momento entre Antiguo Régimen y República favoreció la preferencia de los liejeses por Francia y su sistema republicano.
La Revolución lijense de 1789 explica la diferencia de actitud de los habitantes de la ciudad frente de los ocupantes franceses y también la diferencia de tratamiento que estos dieron a la población. La revolución brabanzona se hizo contra el despotismo reformador de José II. La liejesa, por el contrario, como la francesa en la que se inspiró, había cambiado notablemente el sistema político y social del Antiguo Régimen.

## Segunda restauración
Los austriacos batieron al ejército francés en Neerwinden en marzo de 1793, recuperaron Lieja y devolvieron el territorio al príncipe-obispo. Esta segunda restauración fue breve: el 26 de junio de 1794, las tropas republicanas triunfaron de la batalla de Fleurus. Las tropas austríacas evacuaron Lieja el 27 de julio de 1794, después de haber bombardeado e incendiado el barrio de Amercœur. El último príncipe-obispo, François-Antoine-Marie de Méan, partió al exilio en Alemania.
La última batalla, antes de la conquista definitiva del territorio, la batalla de Sprimont, se libró el 17 de septiembre en Fontin, entre Esneux y Aywaille. Una de las cotas de la ruta Lieja-Bastogne-Lieja, La Redoute, recibió su nombre de una posición fortificada de esta batalla.

## Segundo período francés

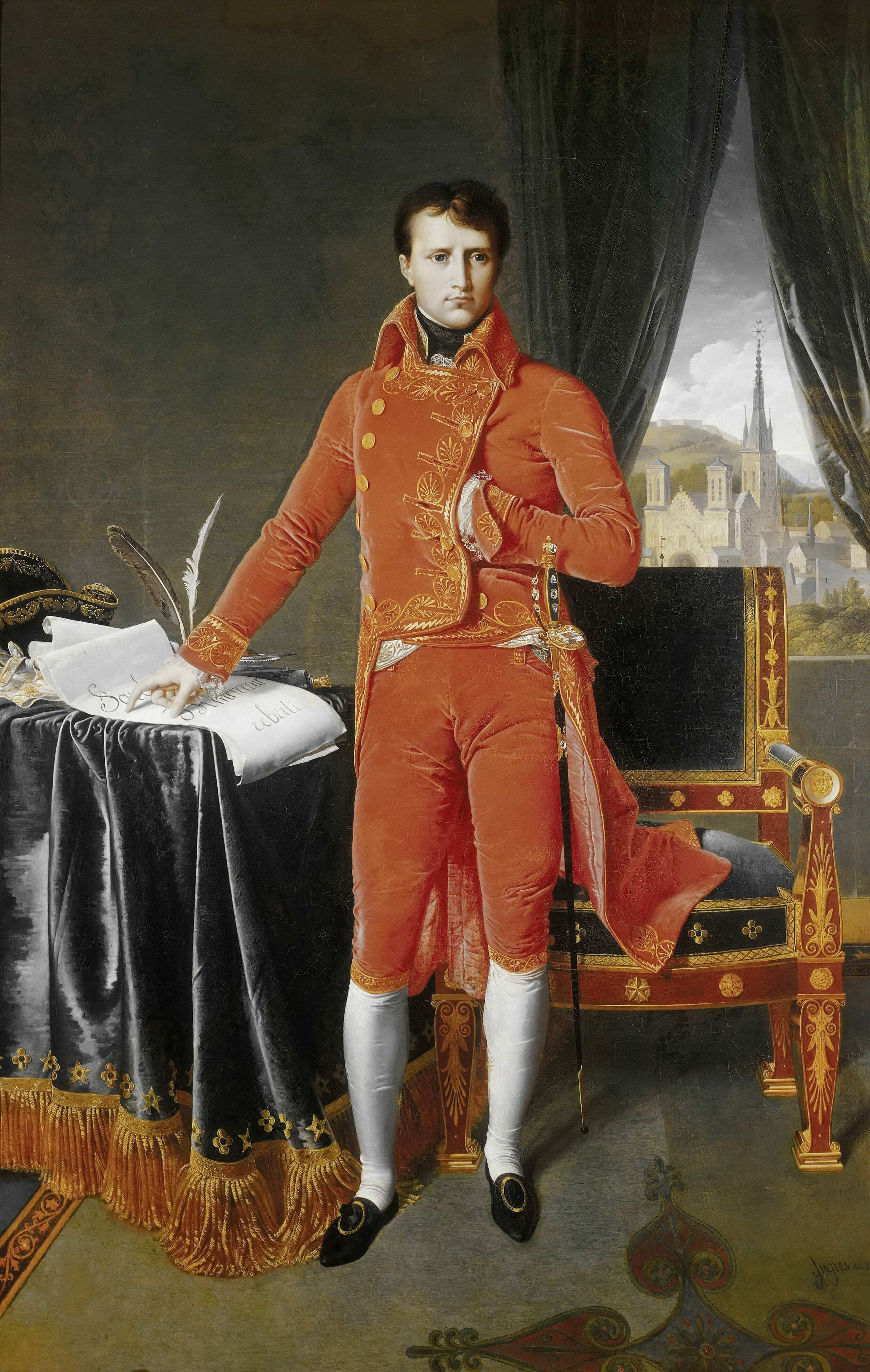
Bonaparte, Premier consul (Ingres). El primer cónsul Bonaparte delante de la ciudad de Lieja y la catedral de San Lamberto.

Hay que distinguir primer período (1792-1793), que está lleno de esperanzas democráticas para los patriotas liejeses partidarios de la independencia de su país, pero a los que la experiencia de la conquista militar había revelado los peligros del aislamiento, de la segunda ocupación (1794-1795), durante la cual las ilusiones se disiparon rápidamente, pues Lieja fue desmembrada y considerada una colonia por la Francia del Terror.
En 1795, el Convención nacional decretó la incorporación del principado a la República francesa, en respuesta al voto emitido en este sentido por los liejenses; el principado desapareció y su territorio se repartió entre tres departamentos: el del Ourte, el del Mosa-inferior y el de Sambre y Mosa. El concordato entre Bonaparte y el papa Pío VII confirmó la desaparición del principado-obispado en 1801. Más tarde, la suerte de los departamentos liejeses no se distinguirá casi de los otros departamentos franceses.
En 1815 después de la derrota de Napoléon en Waterloo, las grandes potencias ligadas contra Francia decidieron en el Congreso de Viena la integración del departamento de Ourthe en el Reino Unido de los Países Bajos, que se llamó en lo sucesivo provincia de Lieja. Con la Revolución belga en 1830, pasó a integrarse en el nuevo país independiente.